# Eau en Espagne
Les ressources en eau en Espagne sont menacées par le réchauffement climatique. Le pays utilise beaucoup le dessalement de l'eau de mer.

## Ressources en eau

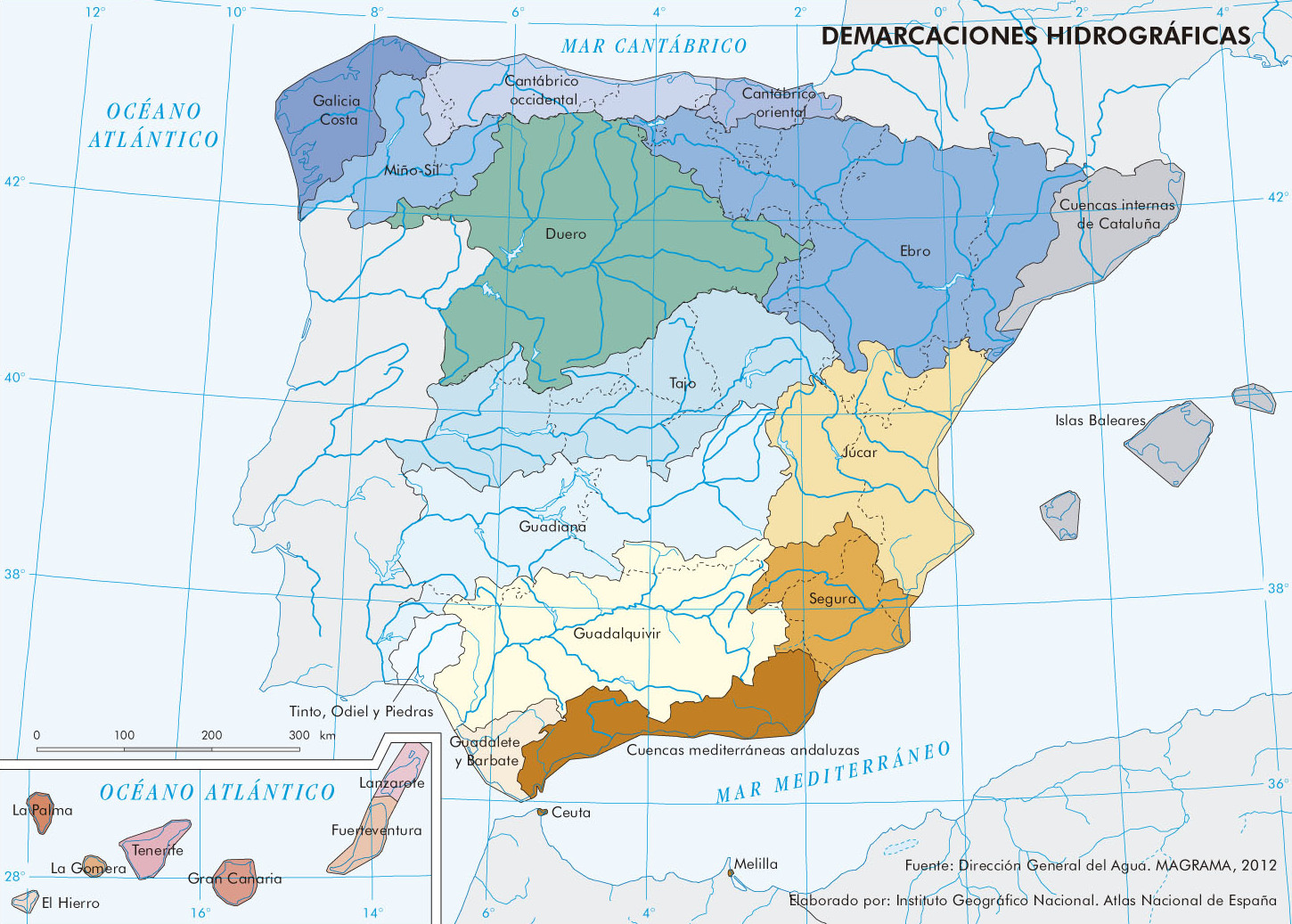
Carte des bassins versants en Espagne.

Avec le réchauffement climatique, les sécheresses se multiplient en Espagne.
Les ressources en eau sont inégalement réparties : le sud-est du pays est plus sec, et le nord-ouest plus humide.

## Retenues d'eau
À partir des années 1950, de nombreux barrages sont construits, majoritairement dans le sud du pays. Les constructions cessent dans les années 1990. Certains barrages sont détruits dans le but de restaurer la faune fluviale. De plus, ils ne se remplissent pas suffisamment pas en hiver en raison de pluies insuffisantes.

## Gestion administrative
Lorsque le bassin versant d'un cours d'eau ne traverse qu'une seule Communauté autonome, celle-ci en a la gestion. Sinon, sa gestion appartient à l'État, à travers des confédérations hydrographiques.  Il existe également un conseil national de l'eau, à but consultatif.

## Consommation de l'eau
La consommation de l'eau est importante, notamment en raison de la production agricole. 80 % de l'eau consommée est à des fins agricoles.
Le développement de l'agriculture intensive à partir des années 1960 se fait principalement dans le sud du pays (Almeria, Alicante et Murcie), en raison du climat chaud et ensoleillé et à la présence de nappes phréatiques.

## Dessalement

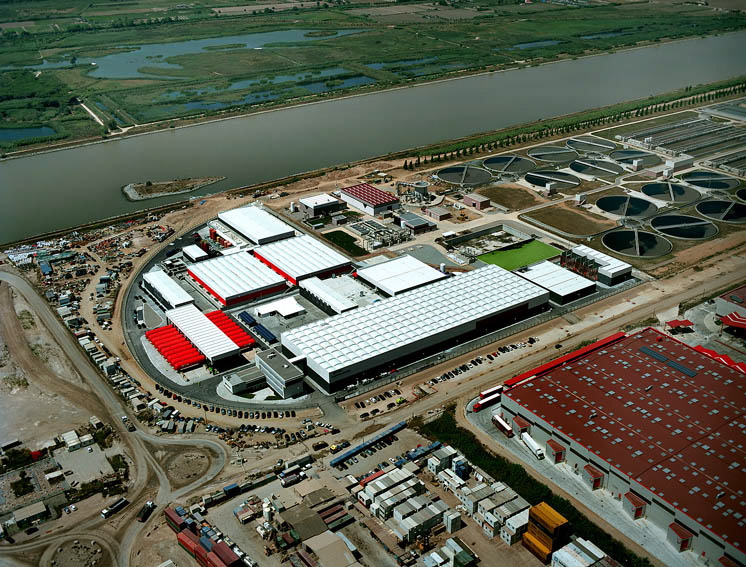
L'Usine de dessalement d'El Prat del Llobregat.

La première usine de dessalement est construite en 1964 à Lanzarote.
C'est entre 2004 et 2011 que la construction d'usines de dessalement décolle, sous le gouvernement de José Luis Zapatero.